# The Doors (album)
The Doors je prvi album grupe The Doors. Izašao je u siječnju 1967. godine.
Producirao ga je Paul A. Rothchild, koji će producirati sve njihove albume osim posljednjeg L.A. Woman. Album karakterizira mračna atmosfera i hipnotično muziciranje proizvedeno međuigrom slide gitare i orgulja. Tekstovi su ili blues standardi ("Back Door Man") metafizički ("Break on through", "End of the night", "The End") ili ljubavne pop tematike ("Light my fire").

## Popis pjesama
1. "Break On Through (To the Other Side)"
2. "Soul Kitchen"
3. "Crystal Ship"
4. "Twentieth Century Fox"
5. "Alabama Song (Whisky Bar)"
6. "Light My Fire"
7. "Back Door Man"
8. "I Looked at You"
9. "End of the Night"
10. "Take It As It Comes"
11. "The End"

### 2007. reizdanje na CD-u bonus skladbe
1. "Moonlight Drive" (snimljeno 1966., verzija 1)
2. "Moonlight Drive" (snimljeno 1966, verzija 2)
3. "Indian Summer" (snimljeno 19. kolovoza 1966., vokal, ova skladba će se kasnije naći na albumu Morrison Hotel)

## Izvođači
- Robby Krieger – gitara
- Jim Morrison – vokal
- Ray Manzarek – orgulje, pianino, klavijature
- John Densmore – bubnjevi
- Paul A. Rothchild – producent
- Bruce Botnick – projekcija, mastering, remastering
- Jac Holzman – urednik produkcije
- William S. Harvey – direktor slike & dizajn
- Guy Webster – fotografija
- Joel Brodsky – fotografija

## Top lista
- Billboard  (Sjeverna Amerika)
- 1967   "The Doors" :      Pop albums - 2. mjesto
- 1967   "Light My Fire" :   Pop singles -  1. mjesto

## Vanjske poveznice
- The Doors lyrics